# Commune rurale d'Ikaalinen
La commune rurale d'Ikaalinen (français : Ikaalisten maalaiskunta) est une ancienne municipalité de Pirkanmaa en Finlande,.

## Histoire
Le village a fusionné avec la place de marché d'Ikaalinen en 1972. 
L'ensemble est devenu une ville le 1er janvier 1977.
Au 1er janvier 1971, la superficie de Koskenpää était de 752,5 km2.
Et au 31 décembre 1971 elle comptait 7 594 habitants.